# Resolución 50 del Consejo de Seguridad de las Naciones Unidas
La Resolución 50 del Consejo de Seguridad de las Naciones Unidas, adoptada el 29 de mayo de 1948, hizo un llamado a todos los gobiernos y autoridades involucradas en el conflicto de Palestina para que ordenaran el cese de todos los actos de la fuerza armada durante cuatro semanas, para que se abstuvieran de introducir personal de combate en Palestina, Egipto, Irak, Líbano, Arabia Saudita, Siria, Transjordania o Yemen durante el alto el fuego, a abstenerse de importar o exportar material bélico a Palestina, Egipto, Irak, Líbano, Arabia Saudita, Siria, Transjordania o Yemen durante el alto el fuego.
La resolución también instó a todos los gobiernos y autoridades a hacer todo lo que esté a su alcance para garantizar la seguridad de los Santos Lugares de la zona, así como de la ciudad de Jerusalén, y para asegurar el libre acceso a los mismos. Encomendó al Mediador de las Naciones Unidas en Palestina que se pusiera en contacto con todas las partes implicadas para velar por la aplicación de la tregua y le ofreció tantos observadores militares como fueran necesarios para ello. En la resolución se decidió que si se violaban las condiciones establecidas en ella y en resoluciones anteriores, el Consejo volvería a examinar la cuestión con miras a adoptar medidas en virtud del Capítulo VII de la Carta de las Naciones Unidas.
La resolución fue aprobada por partes; no se sometió a votación la resolución en su conjunto.